# Dinastía Liang posterior
La dinastía Liang posterior (907-923) fue una familia china que reinó durante el periodo de las Cinco Dinastías y Diez Reinos, que fue una etapa de inestabilidad política y desunión. Fue establecida por Chu Wen tras la disolución de la dinastía Tang, y finalizó con la llegada de la dinastía Tang posterior.

## Características
Una de sus características fue que era la Penúltima de las seis dinastías chinas meridionales del llamado "Periodo de la Desunión" (265-589) que precedió a la llegada al poder de la dinastía Sui.

## El régimen de la Liang posterior y la oposición (907-923)
Desde que Chu Wen empezó a gobernar, el tomar el trono fue en gran medida una formalidad, ya que él ni siquiera se tomó la molestia en ir a Luoyang. Recibió la carta de abdicación a su base de operaciones de Pien Zhou y comenzó su corte allí incluso antes de que los funcionarios llegaran de Luoyang con el equipo del ritual para la ceremonia de adhesión. Pien Zhou fue renombrada Kaifeng y fue designada como capital del este, Luoyang se convirtió en la capital del oeste, y Chang'an fue degradado a una mera provincia. Los gobernadores designados por Chu Wen enviaron regalos para mostrar su aceptación del nuevo gobernador.  
Chu Wen había llegado al trono como resultado de su superioridad militar incuestionable, pero, irónicamente, las circunstancias militares inmediatas de su adhesión debilitan su legitimidad. El derrocamiento de la dinastía Tang por Chu significaba que los otros gobernadores independientes se confrontaban con la posibilidad de que uno de ellos reivindicara abiertamente supremacía sobre el resto, y varios de ellos se opusieron. Li Ko Yung de Ho Tung, Li Mao Chen de Fengxian, Yang Hsing Mi de Huainan y Wang Chien de Szechwan, todos siguieron usando una u otra de las eras del reino Tang, negándose a aceptar la nueva dinastía. Wang Chien incluso sugirió que cada uno se declarara a sí mismo emperador en su zona hasta que la Tang pudiera ser restaurada. Li Ko Yung rechazó esa idea, pero en Fengxian sólo la desventaja militar impidió a Li Mao Chen declararse a sí mismo emperador. Wang Chien, sin embargo, siguió su propia sugerencia y se declaró emperador de Zhou. Con la notable excepción de Li Ko Yung, la mayoría de los otros príncipes abandonaron el principio de un único emperador, y con el tiempo emperadores locales adicionales aparecieron en el sur de Han (915), Huainan (927) y Min (933).
La oposición de los principales gobernantes a la fundación de Liang posterior significaba más guerra: la única manera de Chu Wen para mantener su reivindicación de ser el sucesor legítimo de la dinastía Tang fue luchar por la lealtad que era su única fuente de autoridad. A pesar de su ascenso al trono, Chu Wen se mantuvo preocupado por sofocar los varios amotinados en Wei Po. Esto implicó operaciones militares concienzudas contra varios reductos del ejército dentro de Wei Po, así como la tarea vital de la recuperación de Lu Zhou de Lo Ko Yung. La posesión de Lu Zhou fue crucial para ambas partes, y todo estuvo a punto de perderse por las fuerzas de Ho Tung, cuando Li Ko Yung murió en 908. La sucesión del hijo de Li, Li Tsun Hsu, casi fue impedida por su tío adoptivo Li Ko Ning, quien planeó tomar las nueve prefecturas de Ho Tung y entregarlas a la Liang posterior y enviar a la viuda de Li Ko Yung y a Li Tsun Hsu a Chu Wen, en Pien Zhou. Cuando se descubrió el complot, el comandante de Lu Zhou, Li Ssu Chao, se negó a rendirse incluso cuando Tsun Hsu ordenó que lo hiciera. Chu Wen respondió a la continua resistencia de Lu Zhou destituyendo a su propio comandante y ejecutando numerosos oficiales y soldados, que bien podrían haber ayudado a los ejércitos de Ho Tung para lograr una importante victoria y mitigar a Lu Zhou ese verano. Este éxito fue para marcar un renacimiento de la suerte del régimen Ho Tung y pudo haber incitado a los enemigos de Chu Wen a trabajar de forma más estrecha, para el líder de Feng Hsiang Li Mao Chen ahora unido a Li Tsun Hsu y Wang Chien de la Dinastía Zhou Posterior para un contraataque en Chang An. Pero cuando el ejército expedicionario de la Liang posterior derrota al de Feng Hsiang obliga a los otros a retirarse, y en 909 Chu Wen había ganado la sumisión (a veces voluntaria) de cuatro de las prefecturas de Li Mao Chen en Kuan Chung (lo que se convertiría en el Shensi del este), aunque no sin la pérdida de dos seguidores claves que habían sido alienados por las sospechas de Chu Wen de que eran desleales.
En la primavera de 910, el ejército en Hsia Zhou, al norte de Feng Hsiang, se amotinó y mató a su gobernador, sólo para que los oficiales leales a Chu Wen sofocaran el motín e instalaran al primo lejano del gobernador, Li Jen Fu, que fue confirmado en el cargo de forma rápida por el tribunal de la Liang posterior. La decisión de Li Jen Fu de permanecer fiel a Chu Wen impedía la expansión de los enemigos de Chu. En el otro extremo del reino de Liang posterior, la lealtad continuada de Ma Yin, a quien Chu Wen había hecho Príncipe de Chu, también extendió la autoridad de Chu durante un tiempo, pero en 908 el gobernador de la Liang posterior de Ching Nan se enfrentó contra el príncipe de Chu, quién salió victorioso. 
Dentro del propio reino de Chu Wen, la mayor parte de sus gobernantes se mantuvieron leales, sin embargo, las revueltas mostraron claramente que Chu no podía dar por sentado la lealtad de los gobernadores, por lo tanto, hizo lo posible para limitar su autonomía. Su método preferido, era hacer designaciones directas a nivel de prefectura, reduciendo de este modo el acceso del gobernador a los recursos al tiempo que aumentaba el suyo propio. Chu Wen también siguió la política de la dinastía Tang de dividir provincias, de nuevo para controlar más firmemente el acceso a los recursos. Excepto cuando los riesgos eran demasiado grandes, la coacción se mantuvo como el método de control favorito de Chu Wen.
Como gobernador, Chu Wen se había acostumbrado a gobernar directamente sobre los asuntos civiles y militares, contando con la asistencia diaria de su administrador jefe provincial Ching Hsiang y la esposa de Ching. Debido a que Chu Wen vivía en el palacio interior (limitado oficialmente a las mujeres y a los eunucos), Ching recibió el cargo de jefe de la Sala Chung Cheng. Ching proporcionaba asesoramiento, trataba los temas políticos y controlaba todas las comunicaciones entre el emperador y sus ministros hasta la muerte de Chu en 912.
Chu Wen siempre se había tomado en serio las cuestiones administrativas, por lo que los gobernadores nombrados por Chu habían sido elegidos por sus habilidades administrativas en lugar de sus capacidades militares. Esta práctica dio sus frutos, y por el año 909 los gastos de la corte se habían reducido lo suficiente para que los funcionarios cobraran sus salarios completos. Por el contrario, Li Tsun Hsu, el rival de Chu desde 908 y fundador de la dinastía sucesora, la Tang posterior, parece haber tenido la preocupación de presentarse a sí mismo como un gobernante que poseía la virtud imperial.
La adhesión de Chu Wen como emperador no hizo nada para detener la guerra incesante, pero ahora la atención se centró en Ho Pei y sus gobernadores independientes. En 910, Chu Wen preparado para una nueva ofensiva contra Lu Zhou, se sentía lo suficientemente seguro como para buscar una confrontación estratégica contando con la ayuda de Wang Jung de Chen Zhou en el centro de Ho Pei, con el objetivo de controlar directamente la provincia. Desde su derrota en el año 900, Wang Jung había mantenido su lealtad a Chu Wen. Chu se había casado con una hija de uno de los hijos de Wang, y Wang le hacía pagos de tributos regulares. A pesar de esta historia, un informe sospechosamente conveniente sugería que Wang estaba en contacto con Li Tsun Hsu, dando a Chu una excusa para ocupar dos prefecturas de Wang. La agresión de Chu no sólo empujó a Wang Jung a buscar la ayuda tanto de Li Tsun Hsu como del líder de Yu Zhou, Liu Shou Kuang, pero también alentó al vecino del norte de Wang, Wang Chu Chih de I Ting, a buscar su propio acuerdo con Li Tsun Hsu. Los dos Wang mostraron su rechazo a la lealtad a Chu Wen reanudando el uso del calendario de la dinastía Tang. El oportunismo de Chu había provocado una falta de amigos en el noreste, donde era más vulnerable, y la creación de una alianza más amplia contra él.
Liu Shou Kuang fue invitado a unirse a la nueva alianza del norte. En un primer momento se mantuvo al margen, pero cuando se enteró de una importante derrota de la Liang posterior a manos de un ejército de Ho Tung en Po Hsiang, envió emisarios a Wang Jung y Wang Chu Chih ofreciéndose a sí mismo como líder de una alianza contra Chu Wen. Puesto que esto era claramente un desafío a la dirección de Li Tsun Hsu de la alianza existente, ambos gobernantes se negaron, y Wang Jung informó a Li Tsun Hsu sobre la propuesta de Liu. Aunque Li desestimó la fuerza militar de Liu, la importancia estratégica de Yu Zhou requería cerrar un trato con Liu. En el octavo mes del año 911, Liu Shou Kuang declaró su propia era de reinado y estableció la dinastía Gran Yen.
Chu Wen se había estado preparando para el ataque de los aliados del norte, pero ellos estaban preocupados por Liu Shou Kuang, ya que invadió la provincia de I Ting de Wang Chu Chi. Esta invasión provocó que treinta mil soldados de Ho Tung invadieran Yu Zhou en el primer mes de 912. Liu Shou Kuang, desesperado, acudió a Chu Wen, que estaba dispuesto a pasar por alto la declaración de la dinastía Gran Yen si eso significaba que podía llevar a cabo su disputa con Li Tsun Hsu y extender su propia autoridad. Chu Wen atacó la provincia Chao de Wang Jung para ayudar a Liu. 
Hubo un motín, en una provincia subordinada de Liu Shou Kuang en Tsang Zhou, en el que Chang Wan Chin mató al gobernador (hijo de Liu) y ofreció su sumisión tanto a Chu Wen como a Li Tsun Hsu. Chu Wen, negándose a perder un punto de apoyo estratégico en un momento tan difícil, confirmó a Chang Wan Chin como gobernador sin siquiera protestar por el asesinato del hijo de su aliado.
Chu no era de gran ayuda para Liu Shou Kuang, cuyos generales, funcionarios, y población habían huido de su lado, desde que éste había hecho caso omiso de la advertencia de un administrador, Feng Tao, que dijo que era una locura atacar Ho Tung. Algunos, como Feng, se rindieron ante Li Tsun Hsu, otros ante A Pao Chi el líder de los Khitan. Las fuerzas de Ho Tung al mando del general Zhou Te Wei recibieron la rendición de los subordinados de Liu Shou Kuang, conquistando así la ciudad de Yu Zhou. 
Chu Wen estaba gravemente enfermo, y en el verano de 912 murió su hijo mayor. Un hijo adoptado, Chu Yu Wen, se convirtió en el favorito de Chu Wen para sucederle. Al mes siguiente, sin embargo, el emperador fue asesinado y el trono fue usurpado por su segundo hijo, Chu Yu Kuei, quien también mató a Chu Yu Wen. Chu Yu Kuei fue incapaz de ganar la lealtad que necesitaba, y a principios de 913 que fue asesinado y su hermano Chu Yu Chen accedió al trono.

## Guerra por la supremacía (915-926)
La conquista de Yu Zhou le había dado a Li Tsun Hsu un control efectivo de toda Ho Pei, excepto las provincias del sur de Tsang Zhou y Wei Po, cuya lealtad Chu Yu Chen tenía que mantener. En la primavera de 915, la muerte del gobernador de Wei Po, Yang Shis Hou, proporcionó una oportunidad para Li y para Chu de ampliar su autoridad. Yang Shih Hou había tomado el control de Wei Po en 912; destruyó el ejército de su predecesor creando el suyo propio y fomentó la lealtad de sus tropas. Chu Yu Chen estaba en deuda con Yang por ayudarle a acceder al trono, pero tan pronto como murió Yang, Chu se trasladó a Wei Po y modificó tres prefecturas para hacer una nueva provincia. Este reto a la autonomía de Wei Po impulsó al ejército de Yang a amotinarse y obligó a uno de los nuevos gobernantes, Ho Te Lun, a pedir ayuda a Li Tsun Hsu. Cuando Li llegó no les ofreció una alianza, sino el liderazgo que necesitaban para sobrevivir. Su firmeza ganó la lealtad de las tropas, y Ho Te Lun le ofreció el cargo de gobernador.En 915, Li obtuvo el control de Wei Zhou, pero tenía que ganar el resto de la región prefectura por prefectura en su continua guerra contra la Liang posterior. Li capturó Te Zhou en la provincia de Tsang Zhou y Shan Zhou en el río Amarillo, pero a Pei Zhou en el norte de Wei Po, Chang Yuan Te mantuvo su lealtad a la Liang posterior e impidió la ruta de suministros de Li Tsun Hsu de sus aliados de Chen Zhou y Ting Zhou. Li intentó aislar Pei Zhou, y su propia base de Tai Yuan fue atacada por las tropas de la Liang posterior. Pei Zhou resistió, pero más tarde el control de la Liang se desestabilizó cuando un general de Ho Tung ofreció protección a ocho condados contra los robos de las tropas de Chang Yuan Te. Li ganó muchas prefecturas por el abandono y la rendición. En el noveno mes de 916, Li recibió la rendición de Tsang Zhou; cuando Pei Zhou finalmente se sometió después de un año, Li Tsun Hsu ya tenía el control de la región de Ho Pei, con excepción de una fortaleza de la Liang posterior en Li Yang, dándole un amplio acceso al río Amarillo.
Mientras que Li Tsun Hsu estaba ocupado con estos éxitos, el líder Khitan, A Pao Chi, saqueó Ho Tung, pero se retiró tan pronto como se enteró de que la ayuda estaba en camino. Ésta fue una de las muchas incursiones Khitan en el norte de China entre 902 hasta la muerte de A Pao Chi en 926. Li Tsun Hsu vio las ventajas de una alianza con el Khitan. A Pao Chi arriesgó una ruptura con la Liang posterior al declararse emperador en 916 y adoptando su propio calendario. Las relaciones formales habían continuado entre el Khitan y la Liang posterior.
En 916, Li fortaleció una alianza con el estado de Wu para atacar a la Liang posterior e hicieron un acuerdo de paz con los gobernantes de Chu en Hunan. Li lanzó una ofensiva en el sur entre 918-19, y el gobernador de Yen Zhou en el oeste de Shantung, Chang Wan Chin, transfirió su lealtad a Li. 
Li Tsun Hsu conquistó Chen Zhou en 922. Como en Wei Po, Li Tsun Hsu se convirtió en gobernador, al parecer, a petición de las personas. Al igual que Chu Wen, Li Tsun Hsu no se apresuró a reclamar el trono, pero a diferencia de Chu, Li presta más atención a la legitimación simbólica de su posición. A principios de 923, Li eligió ministros principales y estableció los "cien ministros", un acto de la construcción del Estado. En el cuarto mes de 923, Li Tsun Hsu asumió el título de emperador en su base de Wei Zhou. Proclamó un régimen de restauración Tang, conocido como el Tang posterior, con una nueva era de reinado. El imperio de Li contenía trece provincias y cincuenta prefecturas, pero Honan se mantuvo fuera de su alcance, porque aún había gobernadores fieles a Chu Yu Chen, por lo tanto, la guerra aún no había acabado. El nuevo comandante de Chu Yu Chen, Wang Yen Chang, se apoderó de Te Sheng y presionó río abajo para aislar Yang Liu, causando grandes pérdidas. 
Más al norte, Tse Zhou cayó a manos de las tropas de la Liang posterior justo antes de que llegara la ayuda de Li Tsun Hsu. La Liang posterior tenía dos ejércitos en el campo y planeaba recuperar Yun Zhou. Wang Yen Chang acabó siendo capturado, pero se negó a entrar en el servicio de la Tang posterior y fue finalmente ejecutado. Li declaró que la captura de Wang era una señal del favor del cielo y se dirigió a Kai Feng a por el segundo ejército de la Liang posterior comandado por Tuan Ning. Chu Yu Chen convenció a un general para matarlo, y el comandante de la ciudad abrió las puertas a los conquistadores. Cuando Tuan Ning se rindió, la resistencia militar de la Liang posterior acabó.